# 広瀬大志 (詩人)
広瀬 大志（ひろせ たいし、1960年3月23日 - ）は、日本の詩人。「hotel」「しばりふじ」「漆あるいは金属アレルギー」「聲℃」同人。「詩のモダンホラー」と称される独自の詩境を持つ。

## 略歴
熊本県熊本市生まれ。熊本県立済々黌高等学校、明治大学文学部文学科フランス文学専攻卒業。1981年井上幸治と「EONTA」創刊。1982年城戸朱理、田野倉康一、高貝弘也等とともに「洗濯船」に参加。1992年個人誌「妖気」創刊。音楽映像ソフト卸商社の取締役の傍ら文筆活動を行う。

## 著書
- 『水階』洗濯船石鹸詩社 1985年3月
- 『アルパ但しオメガ』洗濯船石鹸詩社 1987年1月
- 『彩層GIZA』書肆山田 1989年7月
- 『浄夜』矢立出版 1991年12月
- 『喉笛城』思潮社 1995年6月 ISBN 9784783705628
- 『長編詩 時戒の羽』私家版 1996年5月
- 『ミステリーズ』思潮社 1998年8月 ISBN 4783710821
- 『髑髏譜』思潮社 2003年10月 ISBN 9784783713623
- 『ハード・ポップス』思潮社 2008年8月 ISBN 9784783730149
- 『長編詩 約束の場所』私家版 2009年1月 - 第11回小野十三郎賞候補作[2]
- 『草虫観』思潮社 2010年10月 ISBN 9784783732075 - 第44回小熊秀雄賞候補作[2]
- 短編集『ぬきてらしる』私家版 2012年7月
- 『激しい黒』思潮社 2013年3月 ISBN 978-4783733492
- 『現代詩文庫　広瀬大志詩集』思潮社 2016年9月 ISBN 978-4783710080
- 『魔笛』思潮社 2017年10月 ISBN 978-4-7837-3589-2 - 第9回鮎川信夫賞候補作、第26回萩原朔太郎賞候補作[2]
- 『ライフ・ダガス伝道』私家版 2020年3月
- 『毒猫』ライトバース出版 2023年6月 ISBN 9784991213762 - 第2回西脇順三郎賞受賞[3][4]